# Caña del timón

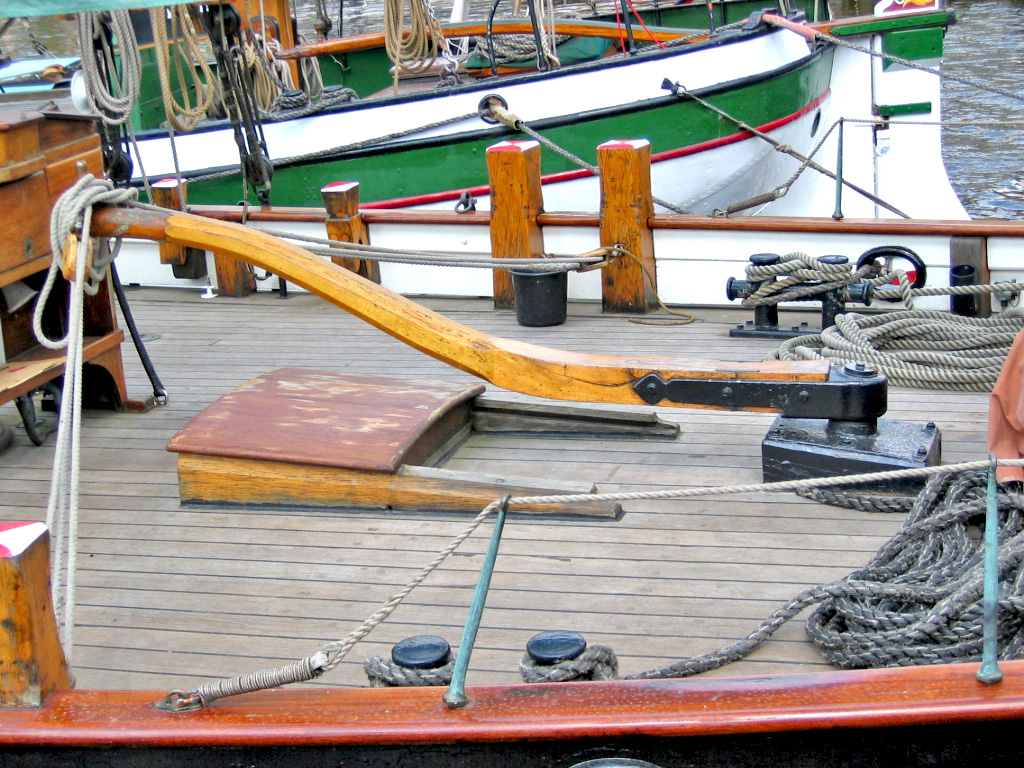
Caña de timón bloqueada con dos cabos.

Marinero manejando la caña del timón. Códice Medicina Antiqua,

En náutica, la caña del timón es una palanca metálica o de madera, de formas muy variadas, que ajustada a la cabeza del timón sirve para hacerlo girar.

## Descripción
Tradicionalmente, la caña del timón era una barra de madera de roble que se introducía horizontalmente por uno de sus extremos en una muesca u ojo labrado en la cabeza del timón al nivel de la cara superior del yugo principal. La caña del timón asentaba por su otro extremo por dentro del buque sobre una pieza particular, que se llama la telera o corredera. La telera o corredera es una pieza labrada en forma de arco, colocada en popa y a lo ancho del buque en la Santabárbara.
El escuadreo de la caña era proporcionado al largo y demás dimensiones del timón: su largo se arreglaba en la práctica sobre el mayor ángulo que se quería que describiera, para que el timón imprimiera más velocidad en los movimientos del buque, bajo los baos de la segunda cubierta y sobre la cual corría la caña del timón cuando se la quería mover. La rueda del timón es la que comunica el movimiento a la caña. Esta rueda se colocaba verticalmente sobre el castillo de popa y correspondía perpendicularmente al extremo de la caña que corría sobre la telera, y esta rueda tenía un tambor o eje cilíndrico sobre el cual se guarne de varias vueltas, y por el medio un cabo que se llama guardín, cuyos dos chicotes, después de haber atravesado por medio de poleas el grueso de la cubierta del alcázar, la altura y grueso de la segunda cubierta; bajaban en sentido contrario u opuesto sobre los dos extremos de la telera, donde eran recibidos en otras poleas, y venían a amarrarse al extremo de la caña, que debía correr sobre la telera; de modo que si se hacía girar la rueda a la derecha, el extremo de la caña iba a la izquierda, y recíprocamente.
En los navíos con cañones, por la cara de popa del mamparo, y en la parte inferior de la segunda cubierta, se abrían las cajeras para el paso de los guardines de la caña del timón, y en el mismo sitio se establecía el medio punto del descanso de ésta, que formaba arco, cuyos extremos se fijaban en los costados, habiendo labrado en la cabeza del codaste una fogonadura de figura triangular de babor a estribor, para la introducción y juego de la caña.

## Tipos
- Caña de rueda: es la de madera del timón que se maneja por medio de los cabos llamados guardines envueltos en el cubo o tambor de la rueda.
- Caña de batir: es la barra de hierro o bronce que en un extremo tiene una fuerte abrazadera  por medio de la cual se asegura al timón por la parte de la pala, junto a la línea de agua.[1]

## Expresiones relacionadas
El manejo de la caña del timón da lugar al empleo de varias frases, y así se dice:
- se emplean voces de mando para ordenar al timonel el punto  al que debe inclinar la caña: 
  - derecha la caña, posición de ella cuando el timón está al medio o en la dirección de la quilla
  - poner la caña en contra: inclinarla cuanto es dable hacia el costado opuesto a aquel sobre el que se ha braceado algún aparejo; cuando el buque cae para atrás, en una virada por avante, llevar la caña a la situación contraria a la que se dio al comenzar la maniobra o cerrarla completamente a la banda opuesta a aquella sobre que se bracea.
- arriar la caña: dejarla en completa libertad, por lo que se mueve impulsada por los giros que imprime el oleaje al timón al chocar con la pala.
- caña a babor o a estribor, caña a barlovento o sotavento: voces por las que se designa la situación de la caña en alguna de las posiciones de inclinación hacia la banda respectiva, dicha en cada caso.
- cerrar la caña, hacerla girar hasta que su extremo toque en la amurada en una u otra banda
- dispararse la caña, soltarse por haber faltado los guardianes o aparejuelos con que se maneja